# Laufen Stadt

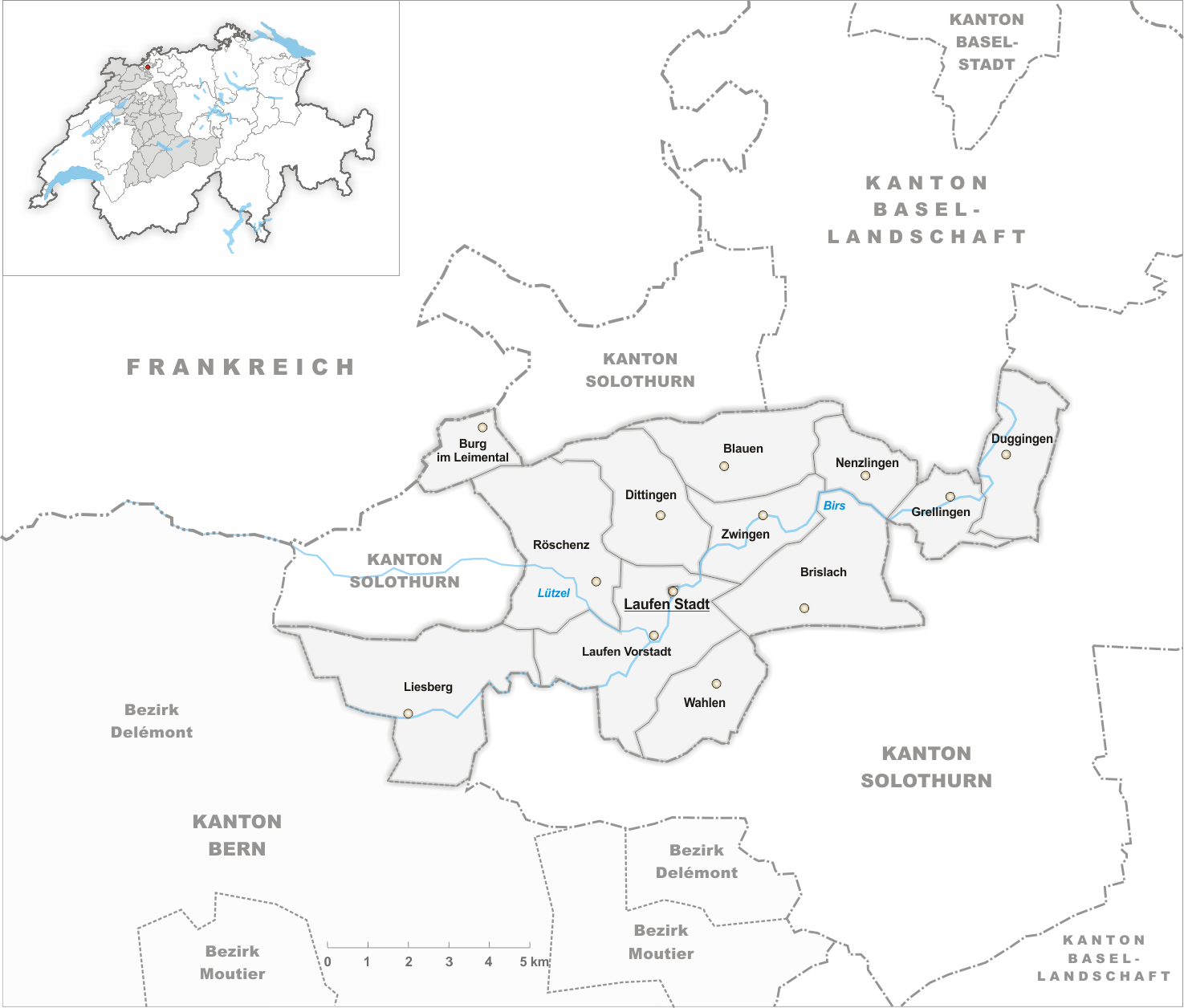
Gemeindestand vor der Fusion am 1. Januar 1852

Laufen Stadt war eine selbstständige politische Gemeinde im Kanton Bern (ab 1994 Kanton Basel-Landschaft), im Bezirk Laufen in der Schweiz. 1852 fusionierte Laufen Stadt zusammen mit Laufen Vorstadt zur neuen Gemeinde Laufen.
Mit 6 ha war Laufen Stadt hinter Hof (Chur) die flächenmässig zweitkleinste Gemeinde, die es in der Schweiz seit 1850 je gab.